# Warbah
Warbah (in arabo جزيرة وربة‎?) è un'isola situata nella parte settentrionale del Golfo Persico, si trova in prossimità alla foce del fiume Eufrate e ricade sotto la sovranità dell'emirato del Kuwait.

## Geografia
L'isola è situata circa 100 metri ad est dalla terraferma kuwaitiana e circa 1 km a sud dal territorio iracheno; raggiunge una lunghezza di circa 11 km con una larghezza approssimativa di 3, per un totale di 37 km². L'isola è disabitata in quanto composta interamente da territorio paludoso e sulla sua superficie non ci sono edifici, è tuttavia presente un punto di controllo della guardia costiera istituito sotto l'egida delle Nazioni Unite.

## Storia
Nel 1990 l'isola di Warbah, assieme alla vicina isola Bubiyan, è stata rivendicata dall'Iraq, all'epoca guidato da Saddam Hussein, come risarcimento per i presunti danni provocati alla nazione irachena dalla politica petrolifera del Kuwait. La richiesta era funzionale all'escalation di tensione che le autorità politiche irachene puntavano a creare per giustificare l'invasione del Kuwait, poi avvenuta il 2 agosto dello stesso anno, avvenimento che ha segnato l'inizio della Prima Guerra del Golfo.
Nel novembre 1994 l'Iraq ha accettato la definizione del confine col Kuwait come stabilito dalle risoluzioni 687 (1991), 773 (1992) e 833 (1993) del Consiglio di Sicurezza delle Nazioni Unite, questo ha posto fine ad ogni rivendicazione irachena sul territorio dell'isola.
Nel dicembre 2002 nei pressi dell'isola una nave militare irachena ha aperto il fuoco contro due motovedette della guardia costiera kuwaitiana causandone la collisione.